# 山本弘一
山本 弘一（やまもと ひろかず、1928年5月6日 - 1990年/1991年）は、日本の陸上競技（中距離走）選手である。
1952年ヘルシンキオリンピックで男子1600メートルリレー走に出場した。 

## 経歴
戦時中、旧制甲南高等学校尋常科（現在の甲南中学校・高等学校）在籍中より中距離走選手として活動し、1948年、戦後第1回のインターハイ優勝に貢献した。1947年の秋季国体では兵庫県代表選手となり、800m走で個人優勝。1949年、旧制甲南高等学校理科卒業。
京都大学に進学後、第1回全国七大学対校陸上競技大会において、400m、800m、1500mの3種目で優勝。
京都大学在学中、1952年ヘルシンキオリンピックに参加。1600メートルリレー走に出場した（的場淳吉・岡野栄太郎・山本弘一・室矢芳隆）。オリンピック後の12月に、女子短距離選手だった岡本貴美子（当時光華女子短期大学在学）との婚約が報じられ、1955年10月30日に結婚式を挙げた。報道によれば、結婚当時の山本は「武田製薬」勤務であった。
62歳で死去。